# Берлінський пончик

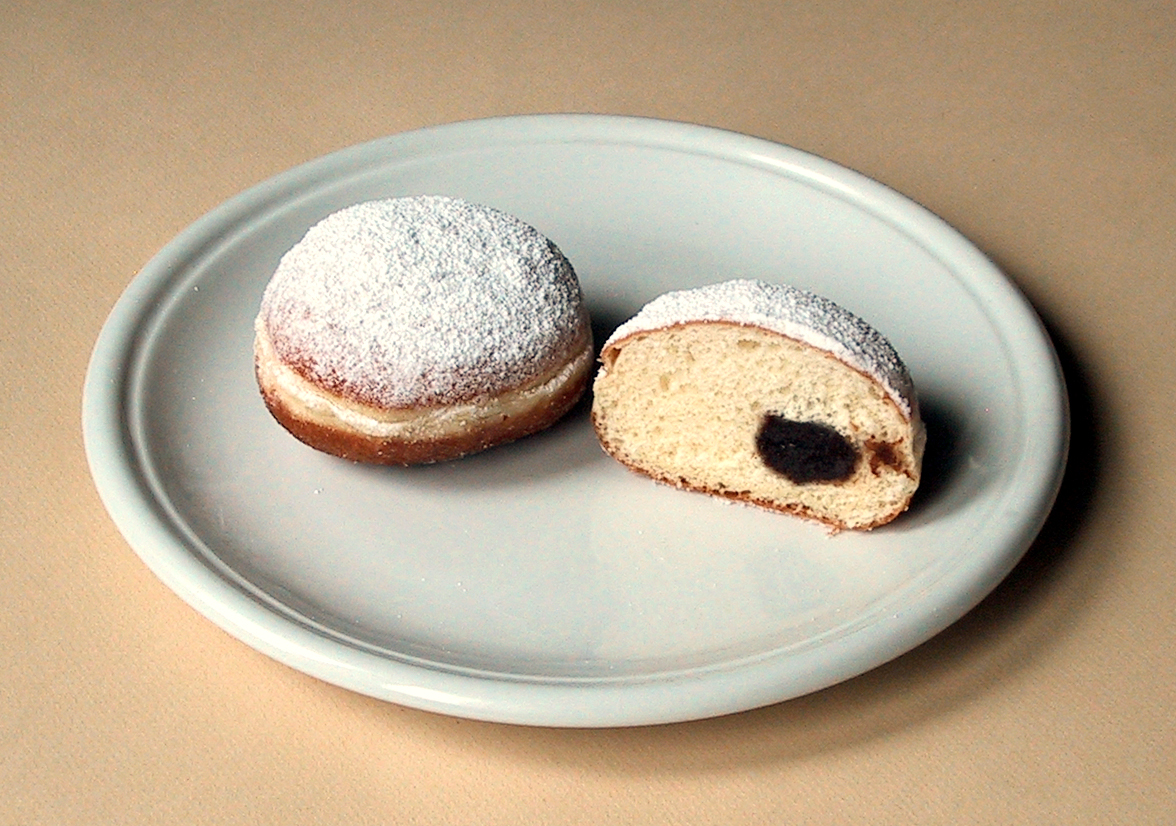
Берлінський пончик зі сливовою начинкою

Берлінський пончик (нім. Berliner Pfannkuchen — букв. «берлінський сковородний пиріг, берлінський млинець», також берлінер нім. Berliner) — популярний у Німеччині та Австрії обсмажений в олії пончик середнього розміру з солодкого дріжджового тіста з начинкою з конфітюру (зазвичай полуничною або сливовою) або іноді з кремом. Зустрічаються регіональні варіанти: в Швабії і Франконії — з пастою з шипшини, в Баварії, Австрії та Південному Тиролі — з абрикосовим джемом. У північних землях Німеччини зустрічається берлінер із заварним чи ванільним кремом. Саме такий пончик називається берлінером у США, де він дуже популярний.
Зверху берлінський пончик посипаний цукровою пудрою або политий цукровою глазур'ю. Берлінський пончик у Німеччині є традиційним частуванням на Новий рік і під час карнавалів, коли для розіграшу в начинці можна виявити гірчицю, каррі, соєвий соус, соус чилі і навіть вату.
За легендою берлінський пончик був винайдений в 1756 році певним берлінським кондитером, який мріяв служити в артилерії Фрідріха Великого. Хоча кондитер не зумів проявити себе належним чином у військовій справі, його лишили польовим пекарем у полку. В подяку за це «артилерійський пекар» без печі придумав смажити гарматні ядра з дріжджового тіста в олії на відкритому вогні. Пончики набули поширення в Берліні, де продавалися з лотків. Коли і ким було вигадано начиняти берлінські пончики конфітюром, невідомо.